# 赤い酋長の身代金
『赤い酋長の身代金』（あかいしゅうちょうのみのしろきん、The Ransom of Red Chief）は、オー・ヘンリーの短編小説。
悪党2人が身代金目的で誘拐した腕白坊主に振り回される愉快な作品。

## あらすじ
悪党のビルとサムは、いかさま土地周旋の元手を得るために、アラバマ州の田舎町の有力者ドーセット氏の息子を誘拐する。
ところが、この少年は実はとんでもない腕白坊主で、自分をインディアンの「赤い酋長」と名乗り、ビルをまぬけな白人猟師の「オールド・ハンク」サムをスパイの「スネーク・アイ」と勝手に命名、家から離れた洞窟に連れて来られてもかえって喜ぶ始末。挙句の果てにビルの頭の皮をはごうとする。
2人は身代金を期待するがドーセット氏は平然とした様子。二人は身代金の金額を下げて脅迫状を出すが、ドーセット氏からはあべこべに250ドル払えば息子を引き取ると申し出る手紙が届いただけだった。
少年の腕白ぶりに恐れをなした悪党達は、ドーセット氏の申し出たとおりの金額を払い、何とか逃げ出すことが出来た。